# Фрэнсис, Элрисия
Элрисия Патрисия Фрэнсис (англ. Elricia Patricia Francis; род. 11 октября 1975) — сент-китс и невисская легкоатлетка, выступавшая в беге на короткие и средние дистанции. Участница летних Олимпийских игр 1996 года.

## Биография
Элрисия Фрэнсис родилась 11 октября 1975 года.
В 1996 году вошла в состав сборной Сент-Китса и Невиса на летних Олимпийских играх в Атланте. В эстафете 4х100 метров сборная Сент-Китса и Невиса, за которую также выступали Бернадет Прентис, Бернис Мортон и Валма Басс, не смогла завершить полуфинальный забег, сойдя с дистанции на четвёртом этапе.
В том же году вместе с Р. Джонсон, М. Диас и Тамарой Уигли установила рекорд Сент-Китса и Невиса в эстафете 4х200 метров — 1 минута 42,17 секунды.